# Blastophaga nipponica
Blastophaga nipponica är en stekelart som beskrevs av Grandi 1922. Blastophaga nipponica ingår i släktet Blastophaga och familjen fikonsteklar. Inga underarter finns listade.